# Oxysarcodexia flavipes
Oxysarcodexia flavipes är en tvåvingeart som beskrevs av Guilherme A.M.Lopes och Tibana 1987. Oxysarcodexia flavipes ingår i släktet Oxysarcodexia och familjen köttflugor. Inga underarter finns listade i Catalogue of Life.